# Valles submarinos del Escarpe de Mazarrón
Valles submarinos del Escarpe de Mazarrón este o arie protejată (arie specială de conservare — SAC, sit de importanță comunitară — SCI) din Spania întinsă pe o suprafață de 154.081,66 ha, integral marine.

## Localizare
Centrul sitului Valles submarinos del Escarpe de Mazarrón este situat la coordonatele 37°29′05″N 0°57′31″W / 37.4848°N 0.9586°V.

## Înființare
Situl Valles submarinos del Escarpe de Mazarrón a fost declarat sit de importanță comunitară în iulie 2000 pentru a proteja 3 specii de animale. Situl a fost protejat și ca arie specială de conservare în august 2016.

## Biodiversitate
Situată în ecoregiunile marină mediteraneană și mediteraneană, aria protejată conține 1 habitat natural: Recifuri.
La baza desemnării sitului se află mai multe specii protejate:
- mamifere (1): delfin mare (Tursiops truncatus)
- reptile (2): Caretta caretta, Chelonia mydas

Pe lângă speciile protejate, pe teritoriul sitului au mai fost identificate 2 specii de plante, 7 specii de mamifere, 1 specie de reptile.